# Новий Паток
Новий Паток (пол. Nowy Patok) — село в Польщі, у гміні Кшивда Луківського повіту Люблінського воєводства.
Населення — 114 осіб (2011).
У 1975-1998 роках село належало до Седлецького воєводства.

## Демографія
Демографічна структура станом на 31 березня 2011 року:
|          | Загалом | Допрацездатний вік | Працездатний вік | Постпрацездатний вік |
| -------- | ------- | ------------------ | ---------------- | -------------------- |
| Чоловіки | 63      | 17                 | 37               | 9                    |
| Жінки    | 51      | 9                  | 24               | 18                   |
| Разом    | 114     | 26                 | 61               | 27                   |